# لو مان (فرنسا)
لو مان (بالفرنسية: Arrondissement du Mans)‏ هي دائرة إدارية فرنسية، في فرنسا، تقع في سارت، بلغ عدد سكانها 265,274  نسمة وذلك حسب إحصائيات سنة 2015، عاصمتها لو مان.

## التقسيمات الإدارية
- canton of Ballon  [لغات أخرى]‏
- Canton of Écommoy [الإنجليزية]‏
- canton of Le Mans-Centre  [لغات أخرى]‏
- canton of Le Mans-Ville-Est  [لغات أخرى]‏
- canton of Le Mans-Nord-Ville  [لغات أخرى]‏
- canton of Le Mans-Nord-Ouest  [لغات أخرى]‏
- canton of Le Mans-Sud-Est  [لغات أخرى]‏
- canton of Le Mans-Sud-Ouest  [لغات أخرى]‏
- canton of Le Mans-Est-Campagne  [لغات أخرى]‏
- canton of Le Mans-Nord-Campagne  [لغات أخرى]‏
- canton of Le Mans-Ouest  [لغات أخرى]‏
- canton of Allonnes  [لغات أخرى]‏
- لو مان.